# Il sole anche di notte
Il sole anche di notte is een Italiaanse dramafilm uit 1990 onder regie van Paolo en Vittorio Taviani. Het scenario is gebaseerd op de novelle Vader Sergius (1898) van de Russische auteur Leo Tolstoj.

## Verhaal
De edelman Sergio Giuramondo wordt aangesteld als adjudant van de koning. Als hij merkt dat zijn aanstaande vrouw de maîtresse is geweest van de koning, is hij verbitterd. Hij besluit eerst priester en vervolgens kluizenaar te worden. Hij wordt bijna verleid door een vrouw, maar hij ontsnapt aan het noodlot door zich een vinger af te hakken. Als hij later toch valt voor een jong meisje, is hij teleurgesteld in zichzelf en hij besluit bedelaar te worden.

## Rolverdeling
| Acteur                    | Personage                   |
| ------------------------- | --------------------------- |
| Julian Sands              | Sergio Giuramondo           |
| Charlotte Gainsbourg      | Matilda                     |
| Massimo Bonetti           | Prins Santobuono            |
| Margarita Lozano          | Moeder van Sergio           |
| Patricia Millardet        | Aurelia                     |
| Rüdiger Vogler            | Koning Karel VII van Napels |
| Pamela Villoresi          | Giuseppina Giuramondo       |
| Geppy Gleijeses           | Bisschop                    |
| Sonia Gessner             | Hertogin Del Carpio         |
| Tony Sperandeo            | Gesuino                     |
| Matilde Piana             | Boerin                      |
| Vittorio Capotorto        | Vader van Matilda           |
| Riccardo Parisio Perrotti | Hertog Del Carpio           |
| Salvatore Rossi           | Eugenio                     |
| Teresa Brescianini        | Concetta                    |
| Biagio Barone             | Pastoor Biagio              |
| Ferdinando Murolo         | Advocaat                    |
| Aleksander Mincer         | Organist                    |
| Ubaldo La Presti          | Minister                    |
| Carlo Luca De Ruggieri    | Zoon van Gesuino            |
| Maria Antonia Capotorto   | Livia                       |
| Marco Di Stefano          | Officier in het rijtuig     |
| Lorenzo Perpignani        | Sergio als kind             |
| Morena Turchi             | Giuseppina als kind         |
| Giovanni Cassinelli       | Jongere broer van Cristina  |
| Antonella Visini          | Jongere zus van Cristina    |
| Natassja Kinski           | Cristina                    |
| Massimiliano Scarpa       |                             |
| Lucia Bastianini          |                             |
| Pino Patti                |                             |
| Francesco Ferrante        |                             |
| Sandro De Luca            |                             |
| Peppe Bosone              |                             |
| Giovanni Fois             |                             |
| Carlo Di Maio             |                             |
| Fausto Lombardi           |                             |
| Dora Romano               |                             |
| Miana Merisi              |                             |
| Antonella Cocciante       |                             |
| Federica Paulillo         |                             |
| Ilaria Borrelli           |                             |
| Luigi Laurito             |                             |
| Agostino Belloni          |                             |
| Massimo Abate             |                             |
| Ezio Nandi                |                             |
| Giorgia Palombi           |                             |
| Tonino Maresca            |                             |
| Nicoletta Barberio        |                             |
| Daniele Lovecchio         |                             |
| Claudio Lovecchio         |                             |
| Angela Fraccalvieri       |                             |